# أمام العرش (رواية)
أمام العرش رواية لنجيب محفوظ، صدرت في طبعتها الأولى عام 1983 عن مكتبة مصر للنشر والتوزيع. وتعد مرجعا تاريخيا مختصرا ومليئًا بالأحداث؛ فهي تتناول التاريخ المصري بشكل فائق الخفة، لا يمنح القارئ قدرًا مرضيا من المعلومات التاريخية قدر ما يمنحه حوارا مميزا بين حكام مصر المختلفين، وأصوات الضمير فيهم.

## القصة
تدور أحداث الرواية بين أعضاء المحكمة ايزيس وأوزوريس وحورس وبين الحكام المصريون الذين تعاقبوا على حكم مصر منذ الملك مينا موحد القطرين حتى الرئيس السادات. فالرواية عبارة عن حوار مع حكام مصر خلال تاريخها من أول الملك مينا وعهد الفراعنة وحتى الرئيس الراحل أنور السادات والحوار شبيه بمحاكمة متخيلة لجميع الحكام يوم القيامة، حيث يجلس كل من الإله إيزيس وزوجته الإلهة أوزوريس وتحوت كاتب الإله، وينادى الكاتب على الحكام تباعا من الأقدم إلى الأحدث، وتنتهى محاكمة الماثل أمام المحكمة الإلهية أما بالمضى في النعيم الأبدى في مقام بين الخالدين أو الزج إلى مقام التافهين الذين حكموا الإمبراطوربة المصرية.

## ردود الفعل
يعد كتاب «أمام العرش» كما وصفه بعض النقاد بأنه نصا يستعصي علي التوصيف والتصنيف أي انه كتاب يصعب توصيفه، فلا هو بالرواية، ولا هو بالقصص القصيرة، ولا هو بالمسرحية، ولا هو حتي مجموعة من المقالات، كما يعد هذا الكتاب بمثابة مرجعآ تاريخيآ مختصـرآ وزاخم بالأحداث.